# Michele Zarrillo

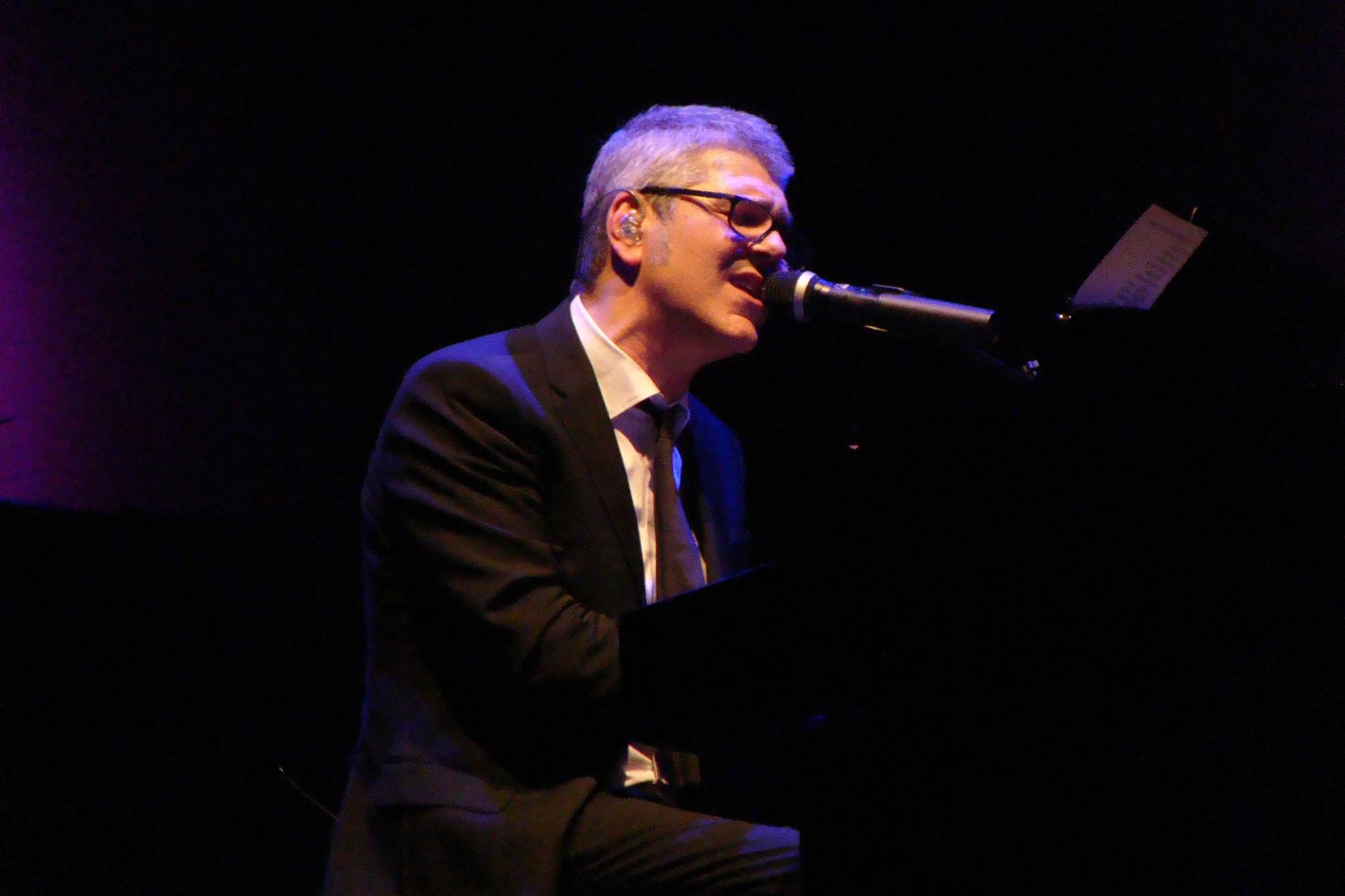
Zarrillo bei einem Auftritt 2013

Michele Zarrillo (* 13. Juni 1957 in Rom) ist ein italienischer Cantautore. Er nahm insgesamt zwölfmal am Sanremo-Festival teil, wobei er 1987 in der Newcomer-Kategorie gewann.

## Karriere
In den 1970er Jahren begann Zarrillo mit Auftritten mit Gesang und Gitarre in den Musikkellern der römischen Vorstädte. 1972 gründete er die Band Semiramis. Danach schrieb er auch viel für andere Interpreten, darunter Ornella Vanoni und Renato Zero. 1982 veröffentlichte er sein erstes Soloalbum Sarabanda, das weitestgehend unbeachtet blieb. Bekannt wurde er erst 1987 durch den ersten Platz in der Newcomer-Kategorie des Sanremo-Festivals mit dem Lied La notte dei pensieri; zuvor hatte er sich schon 1981 und 1982 relativ erfolglos beim Wettbewerb versucht. Nach einem 13. Platz in der Hauptkategorie des Festivals 1988 und einer Auszeit kehrte er 1992 nach Sanremo zurück, wo er Strade di Roma präsentierte. Es folgte das Album Adesso.
Der Erfolg kam 1994, als er erneut in Sanremo ins Rennen ging: Sein Beitrag Cinque giorni landete auf dem fünften Platz, wurde anschließend ein Radiohit und verhalf dem Album Come uomo tra gli uomini erstmals zum Charteinstieg. Nach einer Tournee meldete sich Zarrillo 1996 mit dem Album L’elefante e la farfalla zurück, das an den Erfolg des Vorgängers anschließen konnte (ebenfalls im Anschluss an eine neuerliche Sanremo-Teilnahme). Das erste Best-of L’amore vuole amore konnte 1997 den zweiten Platz der Albumcharts erreichen und anschließend auch in einer spanischen Edition vermarktet. Die Tournee führte den Musiker schließlich sogar nach Japan. 2000 erschien das nächste Album Il vincitore non c’è.
Ein vierter Platz beim Sanremo-Festival 2001 mit L’acrobata zog eine Neuedition des letzten Albums nach sich. 2003 folgte, nach einem elften Platz in Sanremo 2002 und einem Livealbum, das Album Liberosentire. Mit der zehnten Sanremo-Teilnahme meldete sich Zarrillo 2006 wieder zurück; sein Beitrag L’alfabeto degli amanti gab auch dem folgenden Album den Titel. Das Lied L’ultimo film insieme präsentierte er beim Sanremo-Festival 2008, anschließend brachte er das Best-of Nel tempo e nell’amore heraus. Aus der Tournee ging 2009 ein Livealbum hervor. Das nächste Studioalbum war 2011 Unici al mondo.
2013 erlitt der Sänger einen Herzinfarkt und nahm eine Auszeit, erholte sich jedoch rasch wieder. Mit Mani nelle mani trat er beim Sanremo-Festival 2017 an und schaffte es im Finale auf den elften Platz. Im Anschluss erschien das Album Vivere e rinascere. Beim Sanremo-Festival 2020 erreichte er mit Nell’estasi o nel fango den 18. Platz.

## Diskografie

### Alben
- 1982: Sarabanda (CBS)
- 1988: Soltanto amici (Fonit Cetra)
- 1992: Adesso (RTI Music)

| Jahr | Titel Musiklabel                        | Höchstplatzierung, Gesamtwochen, AuszeichnungChartplatzierungen (Jahr, Titel, Musiklabel, Platzierungen, Wochen, Auszeichnungen, Anmerkungen) | Höchstplatzierung, Gesamtwochen, AuszeichnungChartplatzierungen (Jahr, Titel, Musiklabel, Platzierungen, Wochen, Auszeichnungen, Anmerkungen) | Anmerkungen                                        |
| Jahr | Titel Musiklabel                        | IT | CH | Anmerkungen                                        |
| ---- | --------------------------------------- | --- | --- | -------------------------------------------------- |
| 1994 | Come uomo tra gli uomini RTI            | IT12 (13 Wo.)IT | — | Erstveröffentlichung: 30. Oktober 1994             |
| 1996 | L’elefante e la farfalla RTI            | IT11 (17 Wo.)IT | — | Erstveröffentlichung: 1. Februar 1996              |
| 1997 | L’amore vuole amore Sony                | IT2 Gold (2022) · (64 Wo.)IT | — | Erstveröffentlichung: 19. Mai 1997 Kompilation     |
| 2000 | Il vincitore non c’è RTI                | IT21 (22 Wo.)IT | CH74 (5 Wo.)CH |                                                    |
| 2001 | Il vincitore non c’è (Sanremo 2001) RTI | IT30 (13 Wo.)IT | — | Erstveröffentlichung: 19. Mai 2001                 |
| 2002 | Le occasioni dell’amore                 | IT7 (25 Wo.)IT | — | Erstveröffentlichung: 19. Mai 2002 Livealbum       |
| 2003 | Liberosentire Sony                      | IT36 (4 Wo.)IT | — | Erstveröffentlichung: 31. Oktober 2003             |
| 2006 | L’alfabeto degli amanti Sony            | IT21 (14 Wo.)IT | — | Erstveröffentlichung: 28. Februar 2006             |
| 2008 | Nel tempo e nell’amore                  | IT16 (20 Wo.)IT | — | Erstveröffentlichung: 26. Februar 2008 Kompilation |
| 2009 | Live Roma                               | IT91 (2 Wo.)IT | — | Erstveröffentlichung: 14. Mai 2009 Livealbum       |
| 2011 | Unici al mondo Sony                     | IT19 (6 Wo.)IT | — | Erstveröffentlichung: 20. September 2011           |
| 2017 | Vivere e rinascere Sony                 | IT16 (7 Wo.)IT | — | Erstveröffentlichung: 10. Februar 2017             |

### Singles (Auswahl)
| Jahr | Titel Album                                    | Höchstplatzierung, Gesamtwochen, AuszeichnungChartsChartplatzierungen (Jahr, Titel, Album, Platzierungen, Wochen, Auszeichnungen, Anmerkungen) | Anmerkungen |
| Jahr | Titel Album                                    | IT | Anmerkungen |
| ---- | ---------------------------------------------- | --- | ----------- |
| 1987 | La notte dei pensieri –                        | IT11 (9 Wo.)IT |             |
| 2001 | L’acrobata Il vincitore non c’è (Sanremo 2001) | IT19 (7 Wo.)IT |             |
| 2003 | Un nuovo giorno Liberosentire                  | IT44 (1 Wo.)IT |             |
| 2006 | L’alfabeto degli amanti                        | IT12 (10 Wo.)IT |             |
| 2008 | L’ultimo film insieme Nel tempo e nell’amore   | IT39 (2 Wo.)IT |             |
| 2017 | Mani nelle mani Vivere e rinascere             | IT63 (1 Wo.)IT |             |

Weitere Singles
- 1982: Una rosa blu (IT: Gold (2024) )
- 1994: Cinque giorni (IT: Gold (2023) )

## Belege
1. ↑  Chartquellen (Alben):
  - M&D-Chartarchiv. Musica e dischi, abgerufen am 30. April 2017 (italienisch, kostenpflichtiger Abonnement-Zugang; IT bis 1995).
  - Guido Racca & Chartitalia: Top 100 FIMI Album. Lulu, 2013, S. 186 (IT 1995–2012).
  - Alben von Michele Zarrillo. In: Italiancharts.com. Hung Medien, archiviert vom Original (nicht mehr online verfügbar) am 25. September 2022; abgerufen am 30. April 2017 (IT seit 2000).  Info: Der Archivlink wurde automatisch eingesetzt und noch nicht geprüft. Bitte prüfe Original- und Archivlink gemäß Anleitung und entferne dann diesen Hinweis.
  - CH
2. ↑  Auszeichnungen für Musikverkäufe: IT
3. ↑  Chartquellen (Singles):
  - M&D-Chartarchiv. Musica e dischi, abgerufen am 30. April 2017 (italienisch, kostenpflichtiger Abonnement-Zugang; bis 1997).
  - Guido Racca & Chartitalia: Top 100 FIMI Singoli. Lulu, 2013, S. 159 (1997–2012).
  - Archivio classifiche Top Digital. FIMI, abgerufen am 30. April 2017 (italienisch).

| Personendaten    | Personendaten            |
| ---------------- | ------------------------ |
| NAME             | Zarrillo, Michele        |
| KURZBESCHREIBUNG | italienischer Cantautore |
| GEBURTSDATUM     | 13. Juni 1957            |
| GEBURTSORT       | Rom                      |